# Lasserre-de-Prouille
Lasserre-de-Prouille är en kommun i departementet Aude i regionen Occitanien  i södra Frankrike. Kommunen ligger  i kantonen Alaigne som ligger i arrondissementet Limoux. År 2022 hade Lasserre-de-Prouille 290 invånare.

## Befolkningsutveckling
Antalet invånare i kommunen Lasserre-de-Prouille
Referens: INSEE